# گروه طلعت مصطفی
گروه طلعت مصطفی (انگلیسی: Talaat Moustafa Group) شرکت خوشه‌ای مصری است، که در سال ۱۹۷۴ تأسیس شد.